# Chả lụi
Chả lụi là món ăn có xuất xứ từ thị xã Lagi, tỉnh Bình Thuận. "Lụi" là từ dùng để chỉ việc xiên những que tre nhỏ được vót nhọn qua miếng chả và được nướng trên bếp than. Chả lụi thường được dùng kèm với bánh tráng, rau sống và nước chấm. Chúng khá phổ biến ở một số tỉnh thành tại Việt Nam như Phan Thiết, Huế, Vũng Tàu, Biên Hòa, Bình Thạnh - Thành Phố Hồ Chí Minh. 
Tại Lagi có đến hàng trăm quán chả lụi lớn nhỏ, với giá giao động từ 30 - 45 nghìn đồng/phần/người nên món "ăn chơi" này thu hút được khá nhiều người dân cũng như khách du lịch khi đến với vùng đất này. Nổi tiếng và lâu đời nhất với món chả lụi Lagi phải kể đến chính là quán Chả lụi Bà Canh kế bên GX Vinh Thanh mà nhiều người địa phương ai ai cũng nhắc đến.
Ngày nay, người ta còn biến tấu món ăn này bằng cách ăn kèm với nem và chả nướng thay vì chả lụi như trước kia. Chính vì thế lại càng tôn thêm sự hấp dẫn cho món ăn đặc sản vùng biển Lagi này. 

## Nguyên liệu
Các nguyên liệu chính để chế biến món chả lụi bao gồm: bánh tráng, tôm, thịt ba rọi. Tuy nhiên để tăng phần hấp dẫn cho món ăn, chả lụi thường được dùng kèm với các loại rau sống như dưa chuột, xà lách, xoài và các loại rau thơm. Nước chấm bao gồm nước mắm ngọt, cà chua xay, nước cốt me, ớt, đậu phộng xay nhuyễn.
Đặc trưng của loại nước chấm chả lụi Lagi còn nằm ở công thức nước chấm. Bên cạnh cà chua xay, nước cốt me, ớt, đậu phộng xay nhuyễn thì Bánh quy là một thành phần không thể thiếu nếu muốn cho ra một chén nước chấm chả lụi ngon, mang đúng chuẩn hương vị chả lụi Lagi lâu đời.

## Chế biến
- Nhân: tôm, thịt ba rọi được cắt nhỏ, xay nhuyễn và ướp đầy đủ các gia vị cần thiết.
- Gói: Bánh tráng cắt thành từng miếng nhỏ hình chữ nhật, cho nhân vào chính giữ bánh tráng và gói lại như cách gói nem.
- Nướng: Dùng que tre nhỏ được vót nhọn đâm xuyên qua gói chả. Sau đó quết sơ qua một lớp dầu vừa nóng và đặt lên vỉ nướng. Lưu ý khi nướng phải trở đều tay và không nên để lửa than quá lớn. Khi nhân chín, bánh tráng bên ngoài giòn đều thì nên lấy xuống để giữ được vị ngọt béo tự nhiên. (Có thể nướng ở lò vi sóng).
- Nước chấm: được làm từ nước mắm ngọt pha với cà chua xay, nước cốt me, đậu phộng xay nhuyễn, Bánh quy. Nếu muốn dùng cay thì có thể cho thêm ớt.
- Rau sống:gồm xà lách, rau thơm, rau răm, xoài và dưa chuột rửa kỹ, dưa chuột và xoài được bào mỏng.

Chả lụi có thể ăn riêng hoặc ăn kèm với bánh tráng và rau sống hoặc cuốn tất cả lại với nhau tùy theo sở thích của mỗi người.